# Koivumällä
Koivumällä är en ö i Finland. Den ligger i Bottenviken och i kommunen Kalajoki i den ekonomiska regionen  Ylivieska ekonomiska region i landskapet Norra Österbotten, i den nordvästra delen av landet. Ön ligger omkring 120 kilometer sydväst om Uleåborg och omkring 450 kilometer norr om Helsingfors.
Öns area är 3 hektar och dess största längd är 350 meter i öst-västlig riktning. I omgivningarna runt Koivumällä växer i huvudsak blandskog.